# Гайз (Теннессі)
Гайз (англ. Guys) — місто (англ. town) в США, в окрузі МакНері штату Теннессі. Населення — 414 особи (2020).

## Географія
Гайз розташований за координатами 35°0′54″ пн. ш. 88°32′2″ зх. д. / 35.01500° пн. ш. 88.53389° зх. д. (35.015122, -88.533758).  За даними Бюро перепису населення США в 2010 році місто мало площу 30,36 км², з яких 30,29 км² — суходіл та 0,07 км² — водойми.

## Демографія
Згідно з переписом 2010 року, у місті мешкало 466 осіб у 191 домогосподарстві у складі 138 родин. Густота населення становила 15 осіб/км².  Було 212 помешкання (7/км²).
Расовий склад населення:
| - 75,3 % — білих - 23,2 % — чорних або афроамериканців |

До двох чи більше рас належало 1,1 %. Частка іспаномовних становила 0,6 % від усіх жителів.
За віковим діапазоном населення розподілялося таким чином: 22,3 % — особи молодші 18 років, 61,4 % — особи у віці 18—64 років, 16,3 % — особи у віці 65 років та старші. Медіана віку мешканця становила 41,6 року. На 100 осіб жіночої статі у місті припадало 99,1 чоловіків;  на 100 жінок у віці від 18 років та старших — 97,8 чоловіків також старших 18 років.
Середній дохід на одне домашнє господарство  становив 34 531 долар США (медіана — 21 310), а середній дохід на одну сім'ю — 43 784 долари (медіана — 40 000). За межею бідності перебувало 27,9 % осіб, у тому числі 45,7 % дітей у віці до 18 років та 10,5 % осіб у віці 65 років та старших.
Цивільне працевлаштоване населення становило 188 осіб. Основні галузі зайнятості: виробництво — 25,0 %, освіта, охорона здоров'я та соціальна допомога — 15,4 %, мистецтво, розваги та відпочинок — 11,2 %, роздрібна торгівля — 10,1 %.